# 拉脫維亞奧林匹克委員會
拉脫維亞奧林匹克委員會（Latvian Olympic Committee）是拉脫維亞的國家奧林匹克委員會。該組織成立於1922年4月23日，後獲國際奧林匹克委員會准許參與1924年的巴黎夏季奧運會。然而，拉脫維亞不久後被蘇聯吞併而成為蘇聯的一部份。1991年，拉脫維亞在蘇聯解體下獨立，並得以再次加入國際奧委會和歐洲奧林匹克委員會。
現時，拉脫維亞奧林匹克委員會的總部設在首都里加，主席是Jānis Buks，他於2023年起出任此職。

## 資料來源
1. ↑  . Sporto.lv.   [2 November 2011]. （原始内容存档于2012-05-02） （拉脱维亚语）.
2. ↑  . Inside the Games. 2023-08-01  [2023-09-12]. （原始内容存档于2023-08-12）.

## 外部連結
- 官方網站 （页面存档备份，存于）